# Carta de suicídio

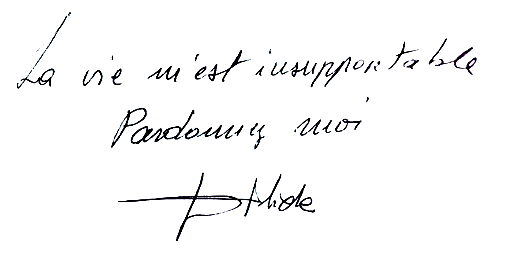
Nota de suicídio escrita pela cantora Dalida, com os dizeres “La vie m'est insupportable ... pardonnez-moi” (A vida tornou-se insuportável para mim... perdoem-me).

Uma carta ou nota de suicídio, chamada ainda de carta-testamento, é uma mensagem deixada por alguém, seja escrita ou gravada em vídeo ou som, que em seguida tenta ou comete suicídio. Estima-se que de 12% a 20% deixam nota. Entretanto, esta taxa pode variar de acordo com o método de suicídio ou diferenças culturais e pode chegar a 50% em certos locais.

## Notas de suicídio famosas

Íntegra da carta de suicídio deixada pelo garoto brasileiro conhecido por Netinho, publicada pelo jornal O Globo em sua edição do dia 17 de maio de 1990.